# Comuna de Siemiątkowo
Siemiątkowo (polaco: Gmina Siemiątkowo) é uma gminy (comuna) na Polónia, na voivodia de Mazóvia e no condado de Żuromiński. A sede do condado é a cidade de Siemiątkowo.
De acordo com os censos de 2004, a comuna tem 3633 habitantes, com uma densidade 32,4 hab/km².

## Área
Estende-se por uma área de 112,07 km², incluindo:
- área agricola: 74%
- área florestal: 19%

## Demografia
Dados de 30 de Junho 2004:
|                      | Total   | Total | Mulheres | Mulheres | Homens  | Homens |
| -------------------- | ------- | ----- | -------- | -------- | ------- | ------ |
|                      | pessoas | %     | pessoas  | %        | pessoas | %      |
| População            | 3633    | 100   | 1799     | 49,5     | 1834    | 50,5   |
| Densidade (pop./km²) | 32,4    | 100   | 16,1     | 16,1     | 16,4    | 16,4   |

De acordo com dados de 2002, o rendimento médio per capita ascendia a 1413,66 zł.

## Subdivisões
- Antoniewo, Budy Koziebrodzkie, Dzieczewo, Goszczk, Gradzanowo Kościelne, Gutkowo, Krzeczanowo, Łaszewo, Nowa Wieś, Nowe Budy Osieckie, Nowopole, Osowa Drobińska, Pijawnia, Rostowa, Siciarz, Siemiątkowo, Siemiątkowo-Rogale, Sokołowy Kąt, Stare Budy Osieckie, Suwaki, Wojciechowo, Wola Łaszewska, Ziemiany.

## Comunas vizinhas
- Bieżuń, Raciąż, Radzanów, Zawidz